# Copenhagen Towers 2015
Questa voce raccoglie le informazioni riguardanti i Copenhagen Towers nelle competizioni ufficiali della stagione 2015.

## Prima squadra

### Nationalligaen 2015

#### Stagione regolare
| Aalborg 11 aprile 2015, ore 14:00 1ª giornata | AaB 89ers | 0 – 47 referto | Copenhagen Towers | Aab´s anlæg |

| Nærum 14 maggio 2015, ore 14:00 6ª giornata | Søllerød Gold Diggers | 0 – 35 referto | Copenhagen Towers | Rundforbi Stadion |

| Viby J 24 maggio 2015, ore 14:00 7ª giornata | Aarhus Tigers | 13 – 30 referto | Copenhagen Towers | Bøgeskov Idrætsanlæg |

| Gentofte 30 maggio 2015, ore 14:00 8ª giornata | Copenhagen Towers | 2 – 21 referto | Triangle Razorbacks | Gentofte Sportspark |

| Gentofte 6 giugno 2015, ore 14:00 9ª giornata | Copenhagen Towers | 47 – 0 referto | Horsens Stallions | Gentofte Sportspark |

| Herlev 20 giugno 2015, ore 14:00 11ª giornata | Herlev Rebels | 0 – 48 referto | Copenhagen Towers | Kildegårdsskolen |

| Gentofte 9 agosto 2015, ore 14:00 13ª giornata | Copenhagen Towers | 59 – 0 referto | Amager Demons | Gentofte Sportspark |

| Gentofte 21 agosto 2015, ore 19:00 15ª giornata | Copenhagen Towers | 13 – 21 referto | Søllerød Gold Diggers | Gentofte Sportspark |

| Vejle 30 agosto 2015, ore 14:00 16ª giornata | Triangle Razorbacks | 46 – 5 referto | Copenhagen Towers | Vejle Atletikstadion |

| Gentofte 12 settembre 2015, ore 16:00 18ª giornata | Copenhagen Towers | 10 – 16 referto | Aarhus Tigers | Gentofte Sportspark |

#### Playoff
| Gentofte 20 settembre 2015, ore 14:00 Wild Card | Copenhagen Towers | 30 – 0 referto | Herlev Rebels | Gentofte Sportspark |

| Nærum 26 settembre 2015, ore 14:00 Semifinale | Søllerød Gold Diggers | 3 – 0 referto | Copenhagen Towers | Rundforbi Stadion |

### IFAF Europe Champions League 2015

#### Stagione regolare
| Gentofte 18 aprile 2015, ore 13:00 1ª giornata | Copenhagen Towers | 9 – 34 (0-7 0-7 7-13 2-7) | Carlstad Crusaders | Gentofte Sportspark |

| Helsinki 2 maggio 2015, ore 15:00 2ª giornata | Helsinki Roosters | 13 – 0 (7-0 6-0 0-0 0-0) | Copenhagen Towers | Velodromo |

### Statistiche di squadra
| Competizione         | %Vittorie | In casa | In casa | In casa | In casa | In casa | In casa | In trasferta | In trasferta | In trasferta | In trasferta | In trasferta | In trasferta | Totale | Totale | Totale | Totale | Totale | Totale |
| Competizione         | %Vittorie | G       | V       | N       | P       | Pf      | Ps      | G            | V            | N            | P            | Pf           | Ps           | G      | V      | N      | P      | Pf     | Ps     |
| -------------------- | --------- | ------- | ------- | ------- | ------- | ------- | ------- | ------------ | ------------ | ------------ | ------------ | ------------ | ------------ | ------ | ------ | ------ | ------ | ------ | ------ |
| NL Stagione regolare | .600      | 5       | 2       | 0       | 3       | 131     | 58      | 5            | 4            | 0            | 1            | 165          | 59           | 10     | 6      | 0      | 4      | 296    | 117    |
| NL Playoff           | .500      | 1       | 1       | 0       | 0       | 30      | 0       | 1            | 0            | 0            | 1            | 0            | 3            | 2      | 1      | 0      | 1      | 30     | 3      |
| CL Stagione regolare | .000      | 1       | 0       | 0       | 1       | 9       | 34      | 1            | 0            | 0            | 1            | 0            | 13           | 2      | 0      | 0      | 2      | 9      | 47     |
| Totale               | .500      | 7       | 3       | 0       | 4       | 170     | 92      | 7            | 4            | 0            | 3            | 165          | 75           | 14     | 7      | 0      | 7      | 335    | 167    |

## Seconda squadra

### Danmarksserien 2015

#### Stagione regolare
| Frederikssund 12 aprile 2015, ore 14:00 1ª giornata | Frederikssund Oaks | 50 – 0 (a tavolino) referto | Copenhagen Towers II | Ådalens Skole |

| Herlev 26 aprile 2015, ore 14:00 3ª giornata | Herlev Rebels II | 50 – 0 (a tavolino) referto | Copenhagen Towers II | Kildegårdsskolen |

| Næstved 9 maggio 2015, ore 14:00 5ª giornata | Næstved Vikings | 50 – 0 (a tavolino) referto | Copenhagen Towers II | H.G. Idrætsanlæg |

| Copenaghen 25 maggio 2015, ore 14:00 7ª giornata | USG Cougars | 50 – 0 (a tavolino) referto | Copenhagen Towers II | Valby Idrætspark |

| Gentofte 31 maggio 2015, ore 14:00 8ª giornata | Copenhagen Towers II | 0 – 50 (a tavolino) referto | Slagelse Wolfpack | Gentofte Sportspark |

| Gentofte 7 giugno 2015, ore 14:00 9ª giornata | Copenhagen Towers II | 0 – 50 (a tavolino) referto | Frederikssund Oaks | Gentofte Sportspark |

| Gentofte 27 giugno 2015, ore 14:00 12ª giornata | Copenhagen Towers II | 0 – 50 (a tavolino) referto | Herlev Rebels II | Gentofte Sportspark |

| Gentofte 23 agosto 2015, ore 14:00 16ª giornata | Copenhagen Towers II | 0 – 50 (a tavolino) referto | Næstved Vikings | Gentofte Sportspark |

| Gentofte 5 settembre 2015, ore 10:00 18ª giornata | Copenhagen Towers II | 0 – 50 (a tavolino) referto | USG Cougars | Gentofte Sportspark |

| Slagelse 13 settembre 2015, ore 14:00 19ª giornata | Slagelse Wolfpack | 50 – 0 (a tavolino) referto | Copenhagen Towers II | Nordhallen |

### Statistiche di squadra
| Competizione         | %Vittorie | In casa | In casa | In casa | In casa | In casa | In casa | In trasferta | In trasferta | In trasferta | In trasferta | In trasferta | In trasferta | Totale | Totale | Totale | Totale | Totale | Totale |
| Competizione         | %Vittorie | G       | V       | N       | P       | Pf      | Ps      | G            | V            | N            | P            | Pf           | Ps           | G      | V      | N      | P      | Pf     | Ps     |
| -------------------- | --------- | ------- | ------- | ------- | ------- | ------- | ------- | ------------ | ------------ | ------------ | ------------ | ------------ | ------------ | ------ | ------ | ------ | ------ | ------ | ------ |
| DS Stagione regolare | .000      | 5       | 0       | 0       | 5       | 0       | 250     | 5            | 0            | 0            | 5            | 0            | 250          | 10     | 0      | 0      | 10     | 0      | 500    |
| Totale               | .000      | 5       | 0       | 0       | 5       | 0       | 250     | 5            | 0            | 0            | 5            | 0            | 250          | 10     | 0      | 0      | 10     | 0      | 500    |